# Lex Hortensia
Lex Hortensia (на латински: Lex Hortensia de plebisciti) е закон (Lex) на диктатор Квинт Хортензий от 287 пр.н.е. Той е един от най-важните закони на Римската република. Плебеите (plebiscita) успяват така да бъдат поставени на равно с патрициите. Законът важи за целия римски народ.